# ジョージ・ナオペ

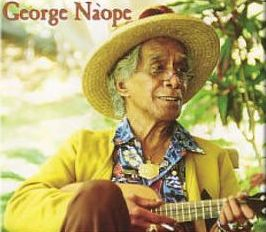
George Naʻope

ジョージ・ナオペ(George Naʻope、1928年2月25日 - 2009年10月26日）は、ハワイの歌手、ウクレレ奏者、クム・フラ（フラの師匠）。オアフ島ホノルル出身。

## 人物
ハワイでは「フラの神様」とされ、「アンクル・ジョージ」の呼び名で親しまれている。弟子にはチンキー・マホエ、イヴァラニ・カリマ、カピオラニ・ハオ、レイ・フォンセカなどがいる。親日家だったことから、弟子には多くの日本人も含まれていた。
1964年に現在まで続くフラの祭典メリー・モナーク・フェスティバルを創設している。
2006年に人間国宝に相当するナショナル・ヘリテージ・フェローシップを受賞した。